# Zabłocie-Kolonia
Zabłocie-Kolonia es un pueblo ubicado en la gmina Kodeń, distrito de Biała Podlaska, voivodato de Lublin, Polonia.

## Superficie
Cuenta con una superficie de 4,720 kilómetros cuadrados.

## Demografía
Hasta 2011 la población era de 50 habitantes, con una densidad de población de 10,59 habitantes por kilómetro cuadrado. Estaba conformada por 28 hombres (56%) y 22 mujeres (44%), según el censo de la Oficina Central de Estadística.